# Naschendorf
 Naschendorf  ist ein Ortsteil der Gemeinde Upahl im Landkreis Nordwestmecklenburg in Mecklenburg-Vorpommern.

## Geografie und Verkehrsanbindung
Naschendorf liegt nördlich von Plüschow an der Kreisstraße K 20. Die B 105 verläuft nördlich. Östlich liegt der Tressower See.

## Geschichte
Der größte bekannte Feuerstellenplatz in Europa wurde 2020 in Naschendorf gefunden. Tausende runde Mulden mit Durchmessern von 1 bis 1,5 Meter, gefüllt mit Feldsteinen. Als die Archäologen vor der Erweiterung des Kiestagebaus gruben, waren sie über die Ausmaße des bronzezeitlichen Platzes erstaunt. Die Reihen endeten nicht am Rand des Grabungsfeldes. In Mecklenburg liegen auch der Feuerstellenplatz von Jarmen, der Feuerstellenplatz von Jesendorf und der Feuerstellenplatz von Triwalk. 
Am 1. Juli 1950 wurde die bis dahin selbständige Gemeinde Hilgendorf eingegliedert.

## Wirtschaft
An der Dorfstraße liegt das Kieswerk Naschendorf, das seit 1992 existiert.

## Sehenswürdigkeiten
- Nordöstlich liegen die Megalithanlagen Ganggrab von Naschendorf und Großsteingrab Teufelsbackofen.
- Der Bauernhof mit Hallenhaus, Scheune und Stall in der Dorfstraße 37 ist als Baudenkmal ausgewiesen (siehe Liste der Baudenkmale in Upahl#Naschendorf).